# C'è un posto nel mondo
C'è un posto nel mondo è un film del 2024 diretto da Francesco Falaschi.

## Trama
Il film, ambientato in piccoli paesi toscani, si snoda intorno alle storie tre personaggi e alla tensione tra la vita in un piccolo paese e l'ambizione o la tentazione di lasciarlo: un giovane in partenza per l’estero, un’insegnante lacerato tra l’amore degli studenti e nuove ambizioni, e una donna che torna al suo paese natale con l'intenzione di chiudere i conti con il passato, per poi, invece, cominciare a comprenderlo.

## Produzione
Il film è prodotto da Kahuna Film srl in collaborazione con TVedo tv, Storie di cinema Aps, Rumont e Dado Produzioni, anche con il supporto di realtà locali come la cooperativa di comunità "Il Borgo" di Montelaterone e i comuni di Santa Fiora, Arcidosso e Castel del Piano, dove è stato interamente girato.
L'idea del lungometraggio nasce nell'ambito del progetto PNRR "Attrattività dei Borghi" ottenuto nel 2023 dal comune di Santa Fiora, che ha fornito la base e lo stimolo per raccontare in immagini un contesto più ampio, anche per aver un maggiore spessore narrativo e una maggiore visibilità.

### Riprese
Le riprese si sono svolte nell'estate del 2023.

## Distribuzione
Il film è stato proiettato in anteprima il 23 settembre 2024 al Lucca Film Festival.

## Accoglienza
Il film ha vinto il Premio Best Winner of the Year alla seconda edizione (2025) del Veneto International Film Festival. Successivamente vince il premio di Miglior Lungometraggio alla prima edizione del Piano B Festival, svoltosi nell'estate del 2025 al Cinema Madison di Roma.